# New Bad Life
New Bad Life – siódmy studyjny album polskiego rapera Borixona, którego premiera odbyła się 16 grudnia 2014 roku. Za mix i master odpowiada Marek Walaszek.
Gościnnie udzielili się Matheo, który odpowiada także za większość bitów, Porchy, Pezet, Popek, Tomb, Olifka, Lukasyno, Żabson, Wojtas, Mr.Zoob i Sobota.

## Lista utworów
Źródło.
1. "Spadam w dół" (produkcja Matheo)
2. "Lady Pank" (gości. Matheo) (produkcja Matheo)
3. "Don’t fuck with me" (gości. Porchy) (produkcja Matheo)
4. "Kochasz mnie?" (produkcja TmkBeatz/Auer)
5. "Sto tysięcy złotych" (produkcja Matheo)
6. "S.O.S." (gości. Pezet) (produkcja PlnBeatz/Auer)
7. "Miasto idealne" (gości. Popek) (produkcja Matheo)
8. "Fame" (gości. Tomb) (produkcja Matheo)
9. "Jedzie pociąg do Warszawy" (gości. Olifka, Lukasyno) (produkcja PlnBeatz)
10. "Party House" (produkcja Matheo)
11. "Kapitan Kloss" (gości. Żabson) (produkcja Matheo)
12. "Mój stary dom" (gości. Wojtas) (produkcja Matheo)
13. "Mój jest ten kawałek podłogi" (gości. Mr.Zoob, Sobota) (produkcja Matheo)